# Тяньхэ (стадион)
Стадион Тяньхэ (кит. упр. 天河体育中心体育场) — многофункциональный стадион в Гуанчжоу, провинция Гуандун, КНР. В настоящее время в основном используется для проведения футбольных матчей. Вмещает 60 151 зрителя. Является домашним стадионом для команды китайской Суперлиги «Гуанчжоу Эвергранд».

## История
Стадион был построен в 1987 году и принимал финал первого женского чемпионата мира 1991 года под эгидой ФИФА. Наибольшее количество зрителей собирают домашние матчи «Гуанчжоу Эвергранд».
Стадион принимал финал Азиатских игр 2010 года по футболу. Также на стадионе проводились матчи Лиги чемпионов АФК 2012 года.

## Транспорт
До стадиона можно добраться на метро, Первая линия, станция «Спортивный центр Тяньхэ» (Восточный выход); Третья линия, станция метро «Линьхэси» (Северный выход), а также Первая или Третья линии, станция «Тиюй Силу» (Западный и Южный выход).